# Jeannie
Jeannie, noto anche come La fantastica Jeannie è una serie televisiva animata statunitense del 1973, prodotta da Hanna-Barbera.
Basata sulla serie televisiva Strega per amore, la serie è stata trasmessa per la prima volta negli Stati Uniti su CBS dall'8 settembre al 22 dicembre 1973, per un totale di 16 episodi ripartiti su una stagione. In Italia la serie è stata trasmessa sul Nazionale dal 28 settembre 1975.

## Trama
Un giovanotto apre una bottiglia liberando due geni: Jeannie, bella, capace ed affettuosa e Babu, un omone benintenzionato ma ancora incapace di gestire i propri poteri.

## Episodi
| nº | Titolo originale      | Titolo italiano        | Prima TV USA      | Prima TV Italia   |
| -- | --------------------- | ---------------------- | ----------------- | ----------------- |
| 1  | Surf's Up             |                        | 8 settembre 1973  |                   |
| 2  | The Decathlon         |                        | 15 settembre 1973 |                   |
| 3  | The Great Ski Robbery |                        | 22 settembre 1973 |                   |
| 4  | Survival Course       | Corso di sopravvivenza | 29 settembre 1973 |                   |
| 5  | The Power Failure     | I poteri del codino    | 6 ottobre 1973    |                   |
| 6  | The Dognappers        | Lezione di cinofilia   | 13 ottobre 1973   | 5 ottobre 1975    |
| 7  | The Pigeon            | Il piccione podista    | 20 ottobre 1973   | 28 settembre 1975 |
| 8  | Helen of Troy         |                        | 27 ottobre 1973   |                   |
| 9  | The Sailors           |                        | 3 novembre 1973   |                   |
| 10 | The Kid Brother       |                        | 10 novembre 1973  |                   |
| 11 | The Blind Date        | Appuntamento al buio   | 17 novembre 1973  |                   |
| 12 | The Commercial        |                        | 24 novembre 1973  |                   |
| 13 | Don Juan              | Il Dongiovanni         | 1º dicembre 1973  |                   |
| 14 | The Dog               | La visita di Salomè    | 8 dicembre 1973   |                   |
| 15 | The Jinx              |                        | 15 dicembre 1973  |                   |
| 16 | The Wish              | Il desiderio           | 22 dicembre 1973  |                   |

## Personaggi e doppiatori

### Personaggi principali
- Jeannie: un genio dalle sembianze di ragazza adolescente. La fonte della sua magia è la sua coda di cavallo, che lei fa oscillare per compiere incantesimi. Molto innamorata del suo padrone Corey, tenta spesso di tenerlo lontano dalle altre ragazze; voce originale di Julie McWhirter, italiana di Giovanna Fregonese.
- Babu: un genio inesperto, apprendista di Jeannie. La fonte del suo potere è la parola Yabbo-Dabbo, anche se quasi sempre le sue magie falliscono, creando comiche situazioni; voce originale di Joe Besser, italiana di Maurizio Mattioli.
- Corey Anders: il padrone di Jeannie, un liceale alto e avvenente, estremamente abile in ogni sport. Molto ammirato dalle ragazze del suo liceo, provoca la gelosia di Jeannie spingendola a creare problemi con la sua magia; voce originale di Mark Hamill, italiana di Maurizio Reti.

### Personaggi ricorrenti
- Henry Glopp, il migliore amico di Corey, un ragazzo alto e magro. A differenza dell'amico non è un grande atleta e le ragazze non gli prestano molta attenzione. Tuttavia, è molto intelligente e spesso ha aiutato Corey a risolvere i problemi causati dagli incantesimi di Jeannie.
- Signora Anders, la madre di Corey. Gentile e tranquilla, è all'oscuro del fatto che il figlio è il padrone di un genio.
- S. Melvin Farthingale, il rivale di Corey, di cui è estremamente geloso. Per questo motivo, tenta sempre di farsi strada con il denaro, venendo, tuttavia, sempre sconfitto.
- Grande Hadji, il più anziano e potente dei geni, in talune occasioni aiuta Jeannie a risolvere dei problemi causati da quest'ultima.
- Debbie, la più assidua rivale di Jeannie nell'affetto per Corey, anche se lei ne è invaghita solo a causa della sua popolarità.